# اوزان ملک
اوزان ملک، روستایی است از توابع بخش مرکزی شهرستان ارومیه استان آذربایجان غربی ایران.

## جمعیت
این روستا در دهستان باراندوزچای جنوبی قرار داشته و بر اساس سرشماری سال ۱۳۸۵ جمعیّت آن ۴۷۵ نفر (۱۲۳ خانوار)
بوده‌است.